# Городское поселение город Короча
Городско́е поселе́ние «Го́род Коро́ча» — муниципальное образование в Корочанском районе Белгородской области.
Административный центр — город Короча.

## История
Городское поселение «Город Короча» образовано 20 декабря 2004 года в соответствии с Законом Белгородской области № 159.

## Население
| 2010  | 2011  | 2012  | 2013  | 2014  | 2015  | 2016  | 2017  | 2018  |
| ----- | ----- | ----- | ----- | ----- | ----- | ----- | ----- | ----- |
| 6564  | ↘6553 | ↘6552 | ↘6529 | ↗6553 | ↗6614 | ↗6620 | ↗6621 | ↘6588 |
| 2019  | 2020  | 2021  |       |       |       |       |       |       |
| ↘6577 | ↘6488 | ↘6309 |       |       |       |       |       |       |

## Состав городского поселения
| № | Населённый пункт | Тип населённого пункта        | Население |
| - | ---------------- | ----------------------------- | --------- |
| 1 | Белогорье        | село                          | ↘159      |
| 2 | Короча           | город, административный центр | ↘5623     |
| 3 | Пушкарное        | село                          | ↘528      |